# Kogge

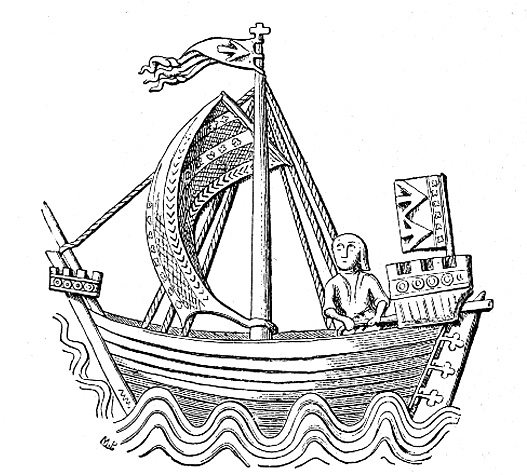
Abbildung einer Kogge auf einem Siegel der Stadt Stralsund

Die Kogge war ein Segelschiffstyp der Hanse, der vor allem dem Handel diente, in Zeiten militärischer Auseinandersetzungen der Hansestädte mit Piraten aber auch als Kriegsschiff ausgestattet werden konnte. Sie hat einen Mast und ein Rahsegel. Knapp unterhalb der Mastspitze war manchmal ein Krähennest genannter Ausguck angebracht. Achtern (hinten) besaßen Koggen das Achterkastell und im Verlauf des 14. Jahrhunderts kam am Bug (Schiffsspitze) häufig ein Bugkastell hinzu.

## Ursprung und Eigenschaften

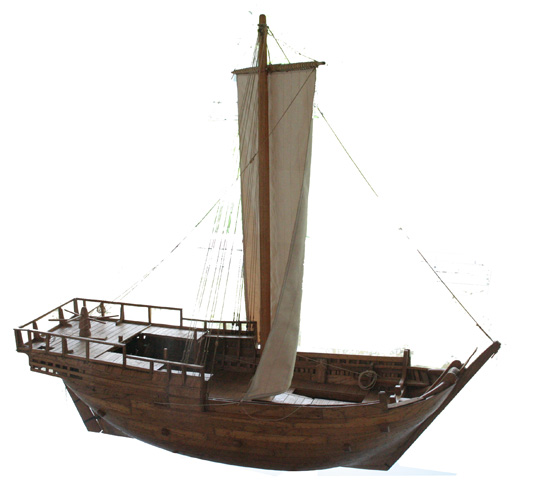
Modell einer Kogge (Bremer Kogge)

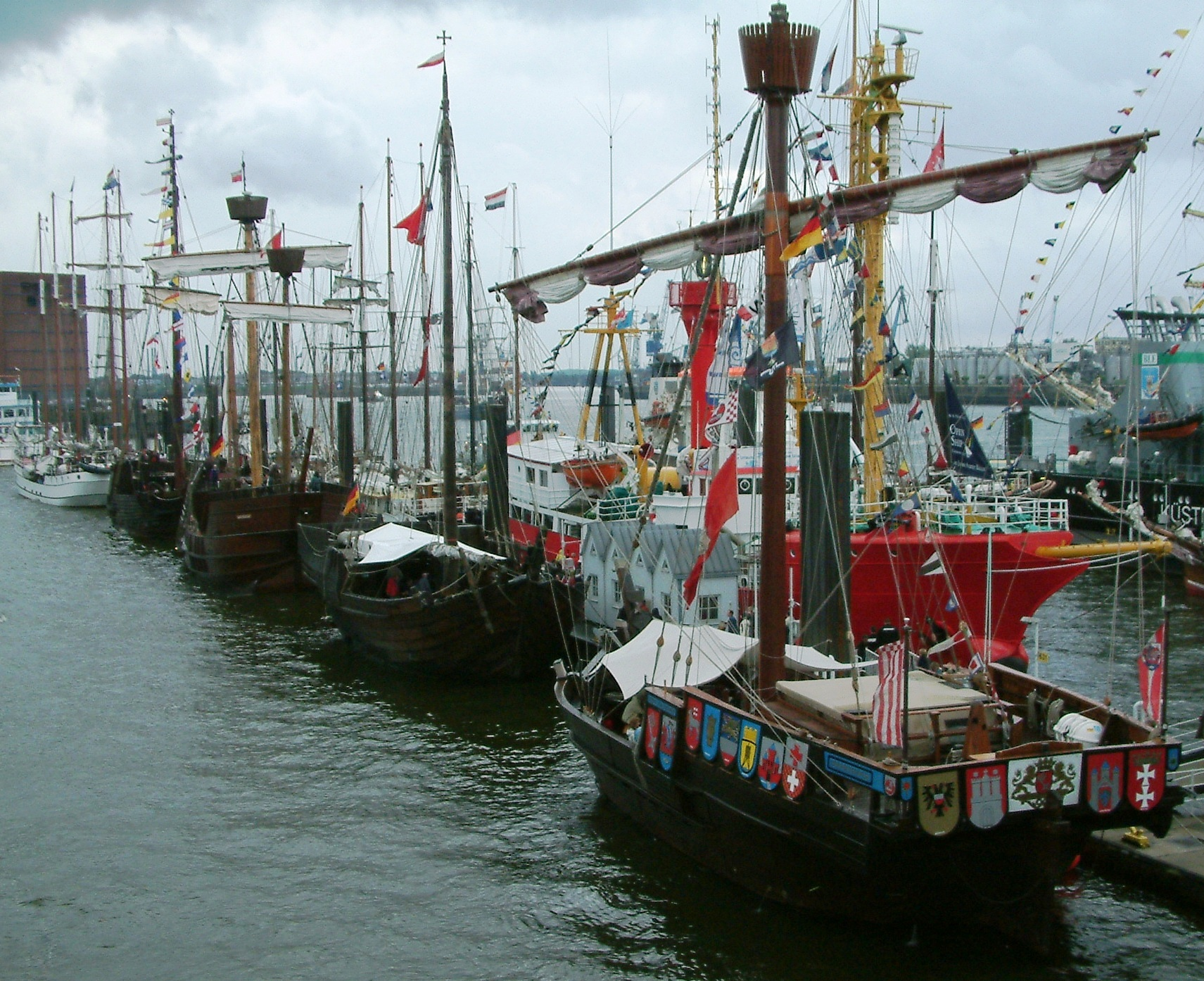
Vier Kogge-Nachbauten beim Hamburger Hafengeburtstag 2007

Der Schiffstyp der frühen Kogge ist ein Produkt des Verschmelzens zweier verschiedener frühmittelalterlicher Schiffbautraditionen. Ein Entwicklungszweig lässt sich über die koggetypischen Kalfatklammern, auch Sinteln genannt, in den friesischen Raum zurückverfolgen. Als Bestandteil der Kalfaterung, bei der die Zwischenräume zwischen den hölzernen Bauteilen des Schiffes, vor allem der Planken, mit Pech und Werg verschlossen wurden, dienten sie dem Abdichten des Schiffes. Älteste Funde von Sinteln stammen aus der Zeit um 900 n. Chr. aus dem Niederrheingebiet. Erste historische Quellen über einen Schiffstyp „cog“ finden sich aus dieser Zeit ebenfalls am Niederrhein. Damit dürften flachbodige und kiellose, also wattenmeertaugliche Handelsschiffe gemeint sein, mit denen Waren beispielsweise bis nach Hollingstedt und Stade an der Unterelbe transportiert wurden. Auch dort konnten bei Ausgrabungen zahlreiche wikingerzeitliche Sinteln geborgen werden.
Von Hollingstedt aus gelangte spätestens Anfang des 12. Jahrhunderts diese friesische Schiffbautradition der wichtigsten Handelsroute Nordeuropas folgend über das nur 16 km östlich gelegene Schleswig in den Ostseeraum. Hier am Ende der Schlei, einst Drehscheibe des nordeuropäischen Handels, baute man traditionell seit Jahrhunderten Hochseeschiffe nach skandinavischer Bautradition. Der dadurch bedingte Raubbau an den umliegenden Wäldern und das stetig steigende Warenaufkommen verlangten nach einem Schiffstyp, der sehr viel merkantilere Züge trug als die traditionellen skandinavischen Handelsschiffe, die zwar hervorragende Segeleigenschaften auch auf hoher See besaßen, aber mit ihren radial aus Eichenstämmen gespaltenen Planken einen enormen Holzbedarf aufwiesen und außerdem durch das Bitensystem (querlaufende Verstrebungen, vgl. Wikingerschiffbau) des Rumpfes zunächst einen vergleichsweise stark eingeschränkten Laderaum besaßen.
Die frühen Koggen des 12. Jahrhunderts, wie zum Beispiel der Fund bei Kollerup an der Jammerbucht in Dänemark, besaßen Planken, die tangential aus dem Stamm gespalten wurden. Der Rumpf war sehr bauchig mit einem durchgängigen großen Laderaum. Die Planken der Bordwände waren geklinkert (Klinkerbauweise), die des Bodens auf Stoß (Kraweelbauweise) gesetzt. Die Plankenverbindungen wurden koggentypisch mit doppelt umgeschlagenen Nägeln, den so genannten Spiekern geschaffen. Die Kalfaterungsnaht wird mit Hilfe von Sinteln geschlossen. Auch sonst trägt das Schiff mit gerade aufragenden Steven und einem Mast mit Rahsegel andere typische Merkmale einer Kogge. Die im Vergleich zum skandinavischen Frachtschiff geringeren Bauzeiten und Baukosten wie auch die Nutzlast dieses neuen Schifftyps waren ganz den wachsenden wirtschaftlichen Bedürfnissen angepasst.
Nach Ansicht führender Schiffsarchäologen zeigt sich bei dieser frühen Kogge erstmals der Entwicklungsschritt vom wattenmeertauglichen Küstenschiff zum hochseetüchtigen Handelsschiff. Es trägt zusätzlich eindeutige skandinavische Züge. Damit wird deutlich, dass dieser neue Schiffstyp in einer Kontaktzone friesischer und skandinavischer Schiffsbautradition, wie es in Schleswig gut belegt der Fall war, entwickelt worden sein muss. Nach den dendrochronologischen Untersuchungen ist das Holz in Südjütland etwa im Gebiet zwischen Schleswig und Hadersleben (DK) geschlagen worden. Da unter anderem auch aus Schleswig die bislang ältesten Funde von Sinteln des gesamten Ostseeraumes vorliegen, verdichten sich die Hinweise, dass der Entwicklungsschritt zur hochseetauglichen „Proto“-Kogge in Schleswig vollzogen worden sein kann. Damit wurde der Grundstein für den bedeutendsten Schiffstyp des Spätmittelalters gelegt, der als Lastesel der Hanse wesentlich zum Erfolg der Handelsmacht beigetragen hat.
Die Länge der spätmittelalterlichen Koggen betrug etwa 20–30 m, die Breite 5–8 m. Die Segelfläche lag bei circa 200 m². Die Geschwindigkeit betrug nach Versuchen mit nachgebauten Koggen etwa 3,5 Knoten bei Windstärke 3 und 6 Knoten bei Windstärke 6. Koggen konnten also auch bei mäßigem Wind schneller fahren als Fuhrwerke auf dem Land. Probleme gab es jedoch bei Gegenwind. Kreuzen war wohl nur bei schwachem Wind möglich, da die Schiffe für ihre Länge relativ breit waren. Dafür konnte eine Kogge mit vergleichsweise kleiner Besatzung große Mengen Fracht transportieren.
Die Tragfähigkeit lag – je nach Größe – bei 27 bis 40 Lasten. Damit waren Koggen bis zum Ende des 14. Jahrhunderts der wichtigste größere Schiffstyp der Hanse.
Im ausgehenden 14. Jahrhundert wurden die Koggen mehr und mehr vom ähnlichen Holk oder anderen kraweelen Fahrzeugen abgelöst.

## Funde von Koggen

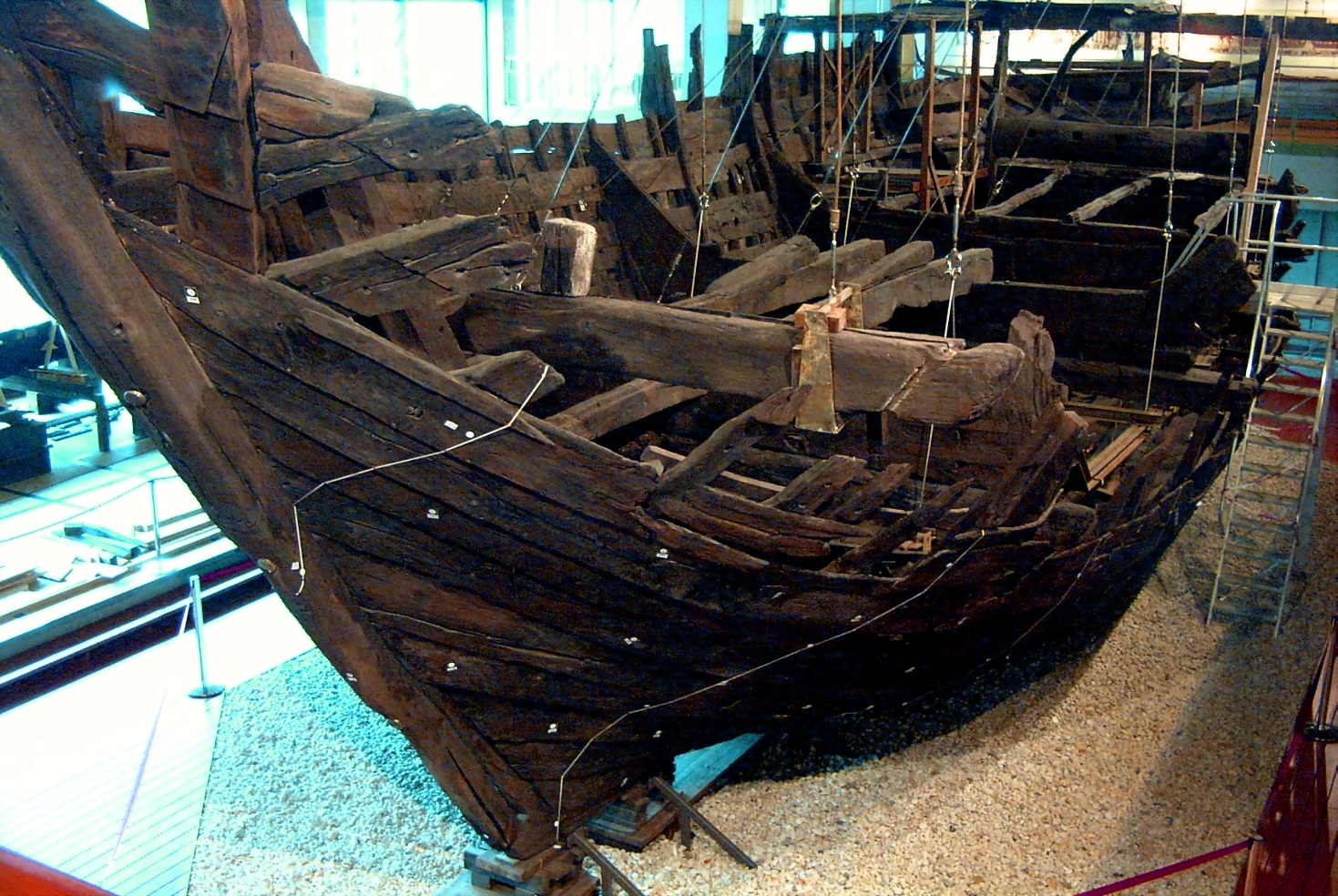
Original Kogge aus dem Deutschen Schifffahrtsmuseum

1962 wurde mit der Bremer Kogge eine Kogge in der Weser bei Bremen gefunden. Anhand dieses Fundes konnte erstmals der Riß einer Kogge, insbesondere der Längsschnitt von Kiel und Steven authentisch belegt werden.
Überreste einer Kogge im Kolding-Fjord an der Ostküste Jütlands (DK) wurden erstmals 1943 entdeckt. Einzelne Teile wurden im selben Jahr geborgen, vermessen und wieder an Ort und Stelle deponiert. Das Wissen um die Position der Wrackstelle und der Teile ging verloren. 1999/2000 konnte die Stelle wiederentdeckt werden. 2001 erfolgte eine Bergung des Schiffes. Die Planken wurden dendrodatiert auf den Winter 1188/89. Das Schiff dürfte ca. 16 m lang gewesen sein. Zurzeit findet eine Konservierung im Koldinghus Museum statt.
1978 entdeckte man in den Dünen beim dänischen Kollerup an der nordwestjütischen Jammerbucht die gut erhaltenen Überreste einer frühen Kogge. Das verwendete Eichenholz wurde nach dendrochronologischen Untersuchungen um 1150 in Südjütland, etwa im Raum zwischen Schleswig und Hadersleben geschlagen. Dieser Schiffsfund ist der bisher älteste vom Typ einer Kogge. Offensichtlich hatte man eine der frühen Umlandsfahrten um Kap Skagen gewagt und war hierbei gescheitert (Länge: ca. 20,9 m; Breite: ca. 4,92 m; Tiefgang: ca. 1,35 m).

Heckruder der Kogge

1983 konnten im Polder beim niederländischen Ort Nijkerk die Überreste einer Kogge aus dem Jahre 1336 freigelegt werden. Der Boden, in dem sich das Holz erhalten hatte, war der vormalige Grund der an dieser Stelle trockengelegten Zuiderzee. Der Fund diente als Vorlage für den 1997 angefertigten, heute im niederländischen Kampen liegenden Koggennachbau Kamper Kogge. 2004 hat das Schiff seine Seetauglichkeit bei einer Fahrt bis in die Ostsee unter Beweis gestellt.
1990 wurden am Pärnu in Estland Überreste einer kleinen Kogge von etwa 8,5 m Länge und 3,5 m Breite geborgen. Mit Hilfe der C14-Methode wurde das Wrack in den Zeitraum zwischen 1250 und 1330 n. Chr. datiert. Scherben von importierter Keramik aus dem Rheinland als Teil der Ladung stammen aus dem 14. Jahrhundert.
1991/92 wurde in einer Tiefe von 14 Metern unter der Schlachte, dem alten Hafengelände Bremens, ein Schiff gefunden und teilweise geborgen, das auf Basis eines flach ausgehöhlten Eichenstamms errichtet war und ein Heckruder trug. Die dendrochronologische Untersuchung ergab das Jahr 1100 als Bauzeit, was die Ergebnisse der C14-Datierung bestätigte.  Dieser Fund wird von einem einzelnen Autor als „Proto-Kogge“ bezeichnet, wobei es sich allerdings um eine im schiffshistorischen Diskurs nicht aufgegriffene Einzelmeinung handelt.
Im Jahr 1997 wurde vor der Insel Poel in Mecklenburg das Wrack eines Schiffs entdeckt, das zunächst auf das Jahr 1354 datiert wurde (Poeler Kogge). Nach einer neueren Untersuchung soll dieses wohl in Finnland gebaute Schiff aber wesentlich jünger sein und aus dem Jahr 1773 stammen, somit handelt es sich nicht um eine Kogge.
Eine große und gut erhaltene Kogge wurde 2000 in Doel, einem Ortsteil der belgischen Gemeinde Beveren, gefunden: ca. 20 Meter lang und 7 Meter breit. Das für den Bau des Schiffs verwendete Eichenholz wurde nach dendrochronologischen Untersuchungen im Winter 1325/26 in Westfalen geschlagen. Der Rumpf dieser frühen Kogge ist in Klinkerbauweise ausgeführt. Die Doeler Kogge versank aus unbekannten Gründen um 1404 in einem Scheldearm. Das Wrack kam während der Bauarbeiten am Deurganck-Containerterminal des Antwerpener Hafens ans Tageslicht. Nach Abschluss von Konservierungsarbeiten wird es im Schifffahrtsmuseum in Baasrode, einem Ortsteil der belgischen Stadt Dendermonde, ausgestellt werden.
Im Jahr 2015 wurde vor Kampen vom Grund der IJssel das Wrack einer ca. 20 Meter langen Kogge geborgen.

## Bedeutung des Wortes Kogge
Die Forschung ist sich über die Herkunft (bzw. Bedeutung) des Wortes Kogge (früher auch der Koggen) noch nicht einig.
Einige Sprachforscher stellen ihn zu lat.-frz. cocca (‚Muschel‘), andere wegen der gedrungenen Form im Hochmittelalter zu dem Wortstamm für Kugel oder rundliches, gewölbtes Gefäß (Kog, Kuggon). Beachtenswert ist hierbei, dass kaggi im Altnorwegischen und Altisländischen für Fass steht (schwedisch: kagge), während kag / kaag im Niederdeutschen und Holländischen Wasserfahrzeug bedeutet (siehe auch engl. keg).
Eine weitere Erklärung wird in der Ableitung von einem Wort für einen Pfahl oder Kegel (Kag, Kaak) gesucht, was auf den Einbaum als Ursprung zurückführen würde.
Eine ganze Reihe von weiteren Schiffsbezeichnungen ist von Wörtern abzuleiten, die etwas Gespaltenes bezeichnen. Dieses Gespaltene bezeichnet entweder den der Länge nach gespaltenen Einbaum, der mit Planken bzw. Bohlen verbreitert wurde, oder die Bohlen selbst, die auch zur Erhöhung der Bordwand dienten. In dieser Hinsicht erscheint die Herleitung von lateinisch cōdicāria ‚gespaltenes Holz‘ einleuchtend.

## Trivia

Vereinsemblem vom F.C. Hansa Rostock

Im Vereinsemblem des Fußballvereins Hansa Rostock ist als zentrales Element eine Kogge abgebildet, woraus sich auch der Spitzname Hansa-Kogge des Vereins ableitet.

### Informationen
- Segeleigenschaften der Hansekogge im Vergleich zu anderen Frachtschiffen (engl.) (Memento vom 24. Dezember 2007 im Internet Archive)

### Funde und Nachbauten von Koggen
- Bremer Kogge im Deutschen Schiffahrtsmuseum
- Kamper Kogge
- Kogge Tvekamp af Elbogen aus Malmö
- Kieler Hansekogge
- Radio Bremen: Roland von Bremen (Memento vom 24. Dezember 2007 im Internet Archive)
- Ubena von Bremen